# Книга моего деда Коркута

Памятник Горкут-ата в Ашхабаде, Туркменистан

«Китаби деде Коркуд» (азерб. Kitabi Dədə Qorqud, баш. Ҡорҡот ата китабы, каз. Қорқыт ата кітабі, кирг. Коркут ата китеби, тур. Dede Korkut Kitabı, туркм. Gorkut-ata kitaby; полное название, написанное позднее на Дрезденской рукописи — «Китаби дедем Коркуд ала лисани таифе-и огузан» («Книга моего Деде Коркуда на языке племени огузов») ) — героический эпос огузов — группы тюркских племён, ушедших под давлением кипчаков из степных равнин Турана в Центральной Азии на берега Каспийского моря, в Переднюю Азию и до Дуная, и позже участвовавших в этногенезе современных туркмен (так первоначально именовались кочевые огузы, принявшие ислам), азербайджанцев и турок.
Эпос известен в основном по двум рукописям: Дрезденской, состоящей из 12 сказаний (героических дастанов), и Ватиканской, которая состоит из 6 сказаний. Полный перевод памятника на русский язык был осуществлён в 1922 году В. В. Бартольдом (опубликован в 1962). В середине XX века, туркменский учёный Ата Рахманов записал со слов бахши на севере Туркменистана туркменский вариант эпоса, состоящий из 16 сказаний.
В эпосе в основном рассказывается о войне огузских богатырей с «неверными» за утверждение своей власти на завоёванных кавказских землях. Интеграция эпоса происходила ещё на древней родине огузов — в Центральной и Средней Азии. Окончательно же эпос сложился на территории современного Азербайджана, месте более компактного проживания кочевых огузов переселенцев. Сказания и песни в эпосе были созданы не ранее начала XIII века, а сохранившиеся письменные памятники должны были быть составлены не ранее XV века.
Белобородый старец Дедe Горгуд, будучи патриархом племени и вещим певцом-сказителем, присутствует во всём эпосе. Он является создателем и исполнителем сказаний в эпосе, будучи при этом и участником действия. В конце каждого сказания Коркуд сочиняет песню в честь богатыря, прославляет его подвиг и славит хана, которому она поётся. Предания о Коркуде встречаются у всех тюркских народов кипчакской и огузской ветви: казахов, туркмен, азербайджанцев, турок, также каракалпаков, гагаузов, татар, башкир и других. У всех этих народов существует также общий народный эпос «Огуз-наме» («Сказание об Огузе»), а словом «Огуз-наме» названо каждое из 12 сказаний «Китаби деде Коркуд».
В 2018 году был включён в Репрезентативный список нематериального культурного наследия человечества ЮНЕСКО от имени Азербайджана, Казахстана и Турции.

## Рукописи

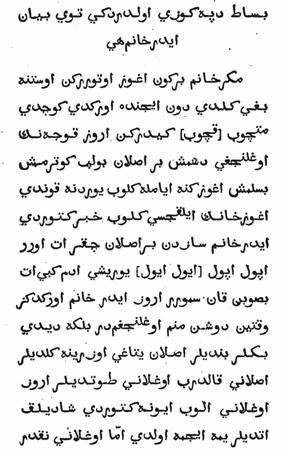
Отрывок главы «Басат убивает Тепегёза» эпоса на тюркском языке. Опубликовано в 1815 году

Эпос известен в письменной форме по двум рукописям XVI века — полной, которая хранится в Дрезденской библиотеке, и хранящейся в Ватиканской библиотеке. Дрезденская рукопись состоит из 12 частей. Ватиканская состоит из 6 частей. Дрезденская рукопись была доставлена в Турцию вместе с сокровищницей наместника Османской империи в Ширване в 1578—1585 гг. Осман-паши. Согласно Азербайджанской Советской Энциклопедии, и Дрезденская и Ватиканская были переписаны из более древней рукописи. Согласно азербайджанским советским тюркологам Фархаду Зейналову и Самету Ализаде, Дрезденская рукопись определённо написана на азербайджанском языке, а язык Ватиканской рукописи близок к турецкому XVI века. В Национальной академии наук Азербайджана подготовлена третья рукопись дастана.
Дрезденская рукопись состоит из 154 страниц, в каждой из которой по 13 строк. Рукопись, состоящая из 37 страниц по 2 строки в каждой, хранится в Берлине. Она переписана с Дрезденской рукописи. Ватиканская рукопись содержит 109 страниц по 13 строк в каждой. Турецкий исследователь-тюрколог Мухаррем Эргин, издавший эпос в 1958 году на основе трёх рукописей (Дрезденской, Берлинской и Ватиканской), считал, что основной рукописью является Дрезденская, а Ватиканская переписана с неё позднее.

## История эпоса и его изучение
Хотя известный литературный текст эпоса был составлен лишь в XV веке, происхождение сказаний Деде Коркуда уходят в период существования только устной литературной традиции огузов в первые два столетия после их появления в Иране в XI—XII вв.. Согласно американскому антропологу Майклу Мекеру, сказания и песни в эпосе должны были быть созданы не ранее начала XIII века, а сохранившиеся письменные памятники должны были быть составлены не ранее XV века. Виктор Жирмунский также отмечает, что самые эпические сказания огузов по своему содержанию гораздо древнее, чем та литературная обработка, которую они получили в «Книге Коркуда» XV века. Жирмунский, сравнивая рассказы «Книги Коркута» с другими устными и письменными, легендарными и историческими источниками, которые сохранились в Средней Азии и Анатолии, приходит к выводу о том, что сказания огузов возникли в форме героических песен в IX—X вв. в более ранней области расселения огузов, на Сыр-Дарье, продолжали жить в устной традиции огузов и уже в Передней Азии подверглись дальнейшей переработке, пополнившись новыми героями и сказаниями. Таким образом, по словам Жирмунского, существующий эпос является результатом отбора, письменной фиксации и обработки этих песен во времена военной экспансии Османской империи (XV век). Таким образом, окончательно эпос был записан в XV веке на территории современного Азербайджана под названием «Книга о моем деде Коркуде на языке племени огузов».

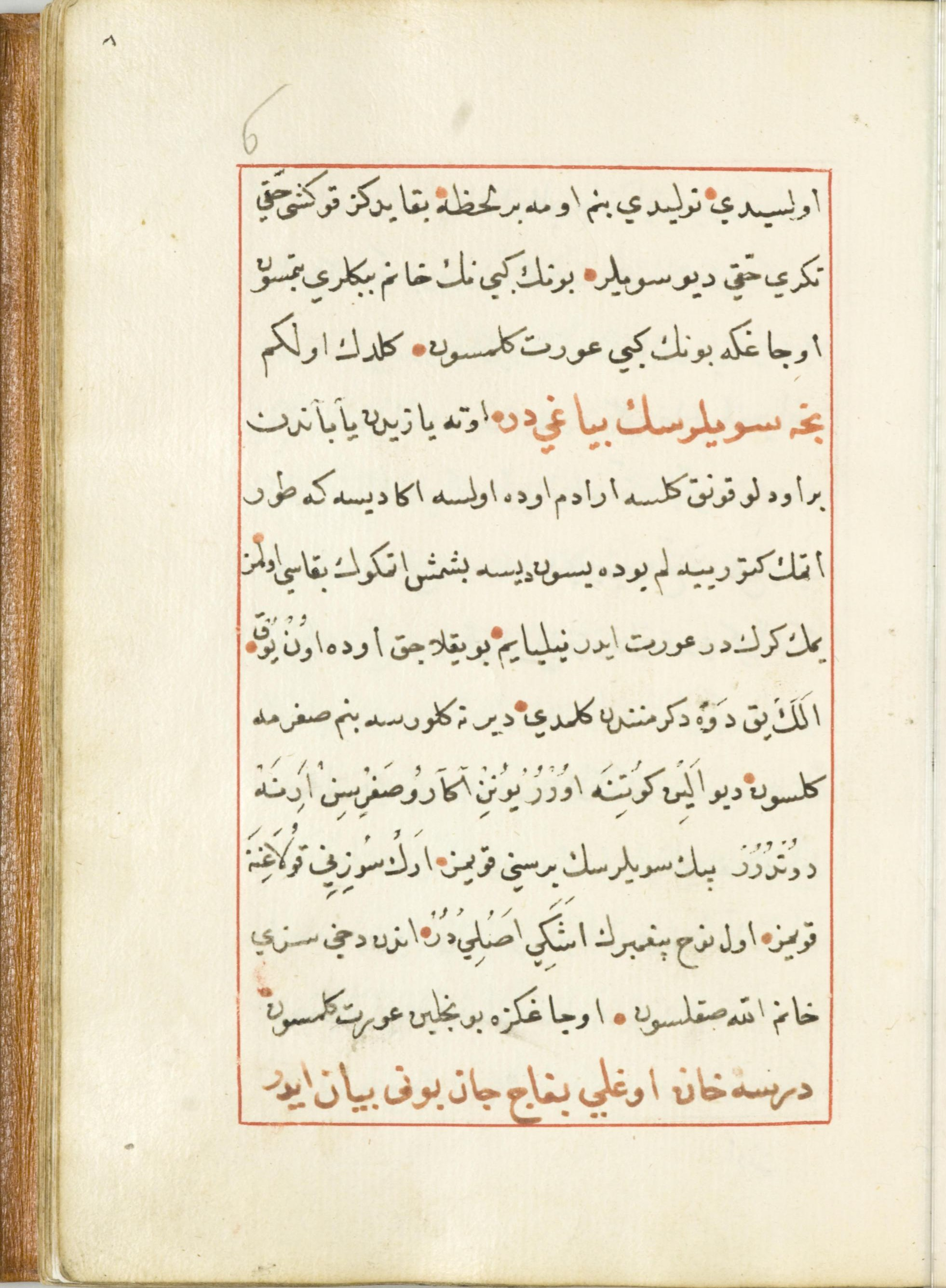
Начало первой главы эпоса (о Богач-джане, сыне Дерсе-хана) из рукописи XVI века эпоса на тюркском языке. Дрезденская библиотека

Героический эпос «Китаби деде Коркуд» («Книга моеro деда Коркута») является итогом длительного развития устной народной поэзии. По своему идейно-тематическому и художественному богатству, по языковым особенностям, этот замечательный эпос выходит далеко за рамки литературных произведений тюркского мира. Именно поэтому ещё с начала XIX века эпос привлекал внимание зарубежных ученых, которые ставили его в один ряд с народными сказаниями, снискавшими всемирную славу.
Исследованием и изданием дастана занимались такие русские учёные как В. В. Бартольд, А. Н. Кононов, В. М. Жирмунский, туркменские ученые Ата Рахманов, Баймухамед Каррыев и Мяти Косаев, азербайджанские учёные Гамид Араслы, А. Демирчизаде, М. Г. Тахмасиб, М. Сеидов, турецкие учёные Муаллим Рифат, Орхан Шаиг, Мухаррем Эргин, казахские ученые А.Конратбаев, А.Маргулан и др.
Определённые сведения об эпосе даёт историк XVIII века Абу-л-Гази-хан Хивали в своём произведении «Шаджаре-и таракеме» («Родословная туркмен»).
Европейскому научному сообществу до XVIII века об этом эпосе ничего известно не было. Впервые о нём сообщает в 1770-е годы известный немецкий арабист Якоб Иоганн Рейске. Работая в Дрезденской библиотеке, Рейске ознакомился с древнейшей рукописью дастана, но, не вникая в содержание, отнёс его к османскому шахзаде Коркуту. История же основного исследования дастана связана с именем Фридриха фон Дица. Он, в 1815 году перевёл на немецкий язык часть дастана — «Басат убивает Тепегёза» и впервые издал с научной информацией. С этого времени «Китаби деде Коркуд» превратился в объект исследования в мировой тюркологии. Много позже, будучи переведён на различные языки, эпос был издан в Москве, Берлине, Хельсинки, Лондоне, Цюрихе, Техасе, Тегеране, Тебризе, Ашхабаде, Анкаре, Стамбуле и Алма-Ате.
Немецкий востоковед Теодор Нёльдеке в 1859 году на основе Дрезденской рукописи перевёл на немецкий и решил дать в печать «Китаби деде Коркуд», однако в связи с рядом трудностей не смог завершить работу. Собранные материалы Нёльдеке в 1892 году передал В. В. Бартольду, который в то время получал образование в Германии. В 1894—1904 гг. Бартольд перевёл и напечатал на русском языке 4 части произведения. Он, в 1922 году закончил полный перевод произведения и подготовил к печати. Но, впервые этот перевод произведения был опубликован уже после смерти Бартольда, в 1950 году в Баку (впервые в Баку эпос был издан в 1938 году) под редакцией Гамида Араслы и Мамед Гусейна Тахмасиба, и в Москве в 1962 году Виктором Жирмунским и Андреем Кононовым. В этом издании 1962 года было опубликовано ещё три статьи («Турецкий эпос и Кавказ» Бартольда, «Китаби-Горгуд» Александра Якубовского и «Книга моего деда Коркуда» Жирмунского). Туркменский вариант эпоса под названием «Горкут-ата» был опубликован впервые в 1951 году в журнале «Совет эдебияти» .

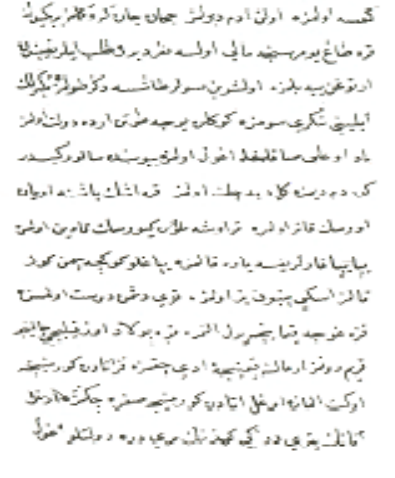
Страница из рукописи эпоса, хранящегося в Ватиканской библиотеке

В 1952 году итальянский тюрколог Эттори Росси в Ватикане на основе Ватиканской рукописи дал в печать произведение на итальянском языке. Росси считал Ватиканскую рукопись наиболее правильной, а тексты написанными образованным человеком. По мнению Росси, Дрезденская рукопись была написана на азербайджанском, а Ватиканская — на турецком языке.
«Китаби деде Коркуд» в Турции в первый раз был напечатан в 1916 году Килисли Рифетом, на основе Дрезденской рукописи. В 1938 году Орхан Шаиг Гёккай издал текст эпоса на турецком уже латинским алфавитом сос своей вступительной статьей. В 1952 году издаётся статья Ф. Гырзыоглу «Огузнаме Деде Коркуда», в 1958 году — статья Партова Наили «Историческая условность в сказаниях Деде Коркуда и история книги». Суат Хазерчи дважды (в 1949 и 1958 гг.) издаёт десять сказаний эпоса. В 1958 году эпос издаёт в Турции исследователь-тюрколог Мухаррем Эргин со своей исследовательской статьей.
В Азербайджане эпос стал изучаться после установления в стране советской власти. Так, в Баку в 1928 году Атабаба Мусаханлы и Исмаилом Хикметом, в 1930 году Амином Абидом были опубликованы статьи про «Китаби деде Коркуд» и отрывки из эпоса. В 1939 году под редакцией академика Гамида Араслы эпос был впервые полностью опубликован в Азербайджане. С 1938 года обширные исследовательские работы над языком дастанов «Деде Коркуда» вёл Абдулазал Демирчизаде. Изданная в 1959 году его книга «Язык дастанов „Китаби деде Коркуд“» и другие книги и статьи Демирчизаде сыграли значительную роль в установлении места этого памятника в истории азербайджанского языка. В 1958-59 гг издаются статьи Али Султанлы «Заметки о дастане „Деде Коркуд“».
В 1939 году в изданной в Москве «Антологии азербайджанской поэзии» было опубликовано «Сказание о разграблении дома Салур Газана», а в 1946 году в издававшейся в Тебризе газете «Азербайджан» вышли в свет все сказания из эпоса. Также эпос был переведён на французский, персидский и напечатан в Англии, Швейцарии, США и в Иране. Одна копия дрезденской рукописи — «Книга моего деда Коркута» в августе 1972 года была передана в Баку в Национальную Академию Наук Азербайджана. Перевод эпического сказания «Қорқыт ата кітабы» на казахский язык впервые был осуществлен А.Конратбаевым в 70-е годы и опубликован в 1986 году.
В 1973 году эпос был переведён на английский язык в Техасском университете турецким учёным профессором Фаруком Сумером, профессором английской литературы из Анкары Ахмедом Уйсалом и преподавателем английского языка Техасского университета Уорреном Уолкером. Исследователи здесь утверждали, что дастаны были созданы в IX—XI вв. на территориях проживания огузов в Средней Азии. Авторы, рассказывая о жизни огузов, их формировании, их войнах с киргизами и Золотой Ордой, и, наконец, переселением на Запад под давлением монголов, считали самого Коркуда историческим персонажем, а события — действительно имевшими место в истории. Противоречия авторы объясняли тем, что дошедшие до нас рукописи эпоса со временем менялись. По мнению переводчиков, Деде Коркуд был государственным деятелем и дипломатом огузов, а в Малой Азии он превратился в легендарного персонажа. Авторы также предполагали, что изначально дастаны были написаны в стихах, а позднее переписаны не являвшимися озанами лицами.
В 2015 году, в рамках мероприятий, посвящённых 200-летию первого перевода и издания книги на немецком языке, Бакинским международным центром мультикультурализма под руководством Камала Абдуллаева были выпущены переводы «Песни о том, как Басат убивает Тепегёза» и сопроводительной статьи фон Дица более чем на двадцать языков, включая малые языки Азербайджана (аварский, лезгинский, удинский, хиналугский, цахурский и др.).

## Исторический контекст
Впервые огузы упоминаются в орхонских надписях VI—VIII вв. в рамках тюркского каганата в южных предгорьях Алтая и северо-западной Монголии. По данным С. Агаджанова в VIII веке огузы населяли земли Семиречья. В IX—X вв. огузы появляются уже в степях Средней Азии, в низовьях Сыр-Дарьи и на Аральском море. В первой половине XI века значительная часть огузов под предводительством султанов из рода Сельджуков захватила Иран, южную часть Закавказья и почти всю Малую Азию. Результатом завоеваний огузов стала тюркизация древнего земледельческого населения Азербайджана и Анатолии.
Как отмечает Бартольд, основные действия в эпосе происходят на Армянской возвышенности, в племенной среде Ак-коюнлу в период правления баюндуров, приблизительно с середины XIV до первой половины XV века. Эпические сказания связаны с исторической и географической обстановкой в Закавказье и восточной частью Малой Азии, где огузы переселенцы из Средней Азии в XI веке находят свою новую родину. Согласно британскому тюркологу Джефри Льюису, самые ранние устные традиции эпоса относятся ко временам противостояний огузов с кыпчаками и печенегами в Центральной Азии. Эти сказания были соотнесены к кампании XIV века конфедерации тюркских племён Ак-коюнлу против грузин, абхазов и греков Трапезунда.
Огузы совершают походы до Амида и Мардина на юге, и до Дербенда и Трапезунда на севере, а Барда и Гянджа лежат, согласно Бартольду, вне области огузов. Действия происходят также в Дерешаме (долина между Нахичеванью и Джульфой), Алиндже, Карадахе, Шаруре (в эпосе — «Шерюгюз»), окрестностях озера Севан (в эпосе — «Гэкче-дениз»), на горе Гараджуг, в окрестностях Шабрана (в эпосе — «Шаберан»).
В эпосе одним из главных героев является Деде Коркуд, который представляется и как создатель дастанов. Он выходец из племени Байатских огузов и решает проблемы местных огузов и является вестником из будущего. Деде Коркуд даёт названия всем предметам, даёт имена совершившим различные подвиги огузам. Он приходит на помощь народу в трудную минуту, даёт советы. Имя Деде Коркуда также связывают с народным музыкальным инструментом гопузом.
В эпосе наряду с Деде Коркудом, также имеют место персонажи — Газан хан, Дирсе хан, годжа Газылыг, Бекил, Байбеджан, Аруз, Гарагуне и молодые люди-Бейрек, Уруз, Басат, Ейнек, Сегрек, Карабудаг, Эмран. Произведение написано в духе героизма. Дастан богат описанием традиций, культуры, этнографической истории тюрок-огузов. Героизм наблюдается даже в персонажах прекрасного пола. Образ матери занимает особое место в произведении. В дастане также особое место уделяется творчеству тогдашних озанов. Является редким носителем народной мудрости, богат пословицами и поговорками.
Побывавшие на Кавказе путешественники неоднократно упоминали о «Китаби деде Коркуде». Так, в 1638 году немецкий путешественник и ориенталист Адам Олеарий, будучи в Дербенде, услышал сказания Деде Коркуда, указывал, что здесь имеются могилы жены Газан хана, Бурлы-хатун, а также самого Деде Коркуда. Османский путешественник Эвлия Челеби в своем «Сейахатнаме» («Книга путешествий») отмечал, что в Дербенде находится могила Деде Коркуда, и что она почитается ширванцами. О могиле Деде Коркуда в Дербенде написано и в «Дербенд-наме».

## Гонения на эпос
По мнению к.и.н. К. Т. Лайпанова, к.и.н. Р. Т. Хатуева и к.и.н. И. М. Шаманова в гуманитарных науках наблюдается такое явление, как «историографическая тюркофобия», которая уменьшает роль тюркских народов и увеличивает роль индоевропейских народов.
В конце 1940-х годов эпос подвергся резкой критике со стороны ряда советских литературоведов, как «феодальное произведение» (Шахмурадов О., «Чуждый туркменскому народу эпос „Деде Коркут“», «Туркменская искра», 1951, 16 сентября, № 185; «Литературная газета» и др.).
В 1951 году в рамках развёрнутой М-Д. Багировым кампании против «пантюркизма» и «панисламизма» в Советском Азербайджане эпос был подвергнут гонениям. Образ тюркских кочевников, описанных в эпосе, не вписывался в принятую тогда на государственном уровне концепцию автохтонного происхождения азербайджанцев.

## Сюжет

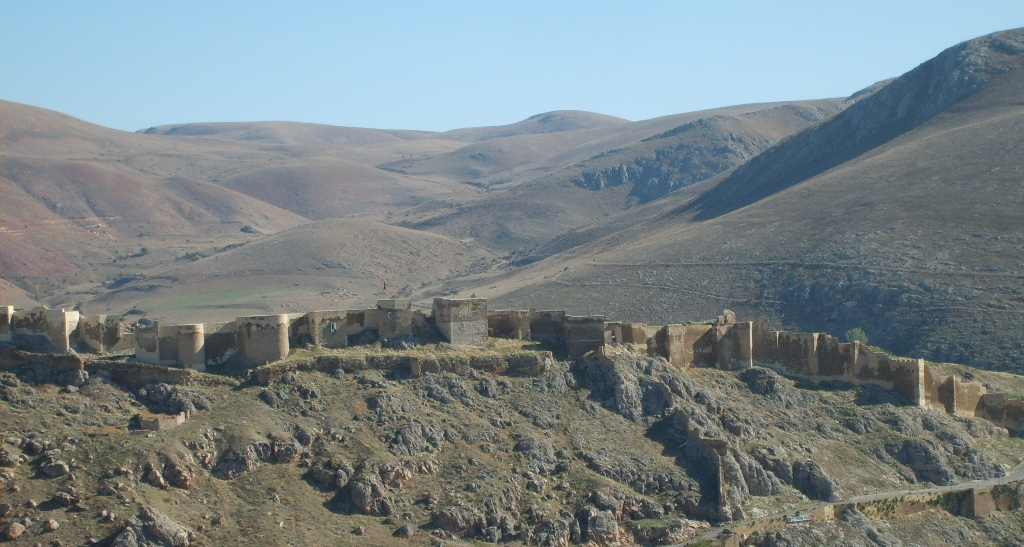
Крепость в Турции (к юго-западу от Эрзерума), которая упоминается в песне о Бамси-Бейреке, сыне Кан-Буры. В эпосе Бамси-Бейрек совершает поход против крепости, а «гяуры»-христиане — царь Шюкли и бек крепости Байбурт пленили Бамси-Бейрека и его сорок джигитов и бросили их в подземелье крепости. В истории Байбурт был окончательно взят огузскими кочевыми племенами Ак-коюнлу до 1360 года, что определяет время оформления «Рассказа о Бамси-Бейреке», в том виде, как эта огузская версия сказания сохранилась в «Книге Коркута».

«Китаби деде Коркуд» состоит из Прозаического вступления и двенадцати сказаний (песен), каждое из которых имеет самостоятельный сюжет; связывают их некоторые общие персонажи, в частности хан огузов — Баяндур-хан и его главный полководец Салор-Казан со своими богатырями. Песни в эпосе называются «бой». Это слово, как сообщил Бартольду азербайджанец по имени Расуль-заде, также употребляется в Азербайджане, но в значении обыкновенно импровизированной хвалебной песни. Сказания в эпосе объединены под общим названием книги деда Коркута, потому что он выступает как бы автором этих сказаний. Но при анализе можно установить, что они сложены разными озанами (ашугами) и в разное время. Большинство песен отражает патриархально-феодальную кочевую жизнь огузов, проживавших на Кавказе. Упоминаются названия городов, крепостей, рек и озёр сегодняшней Азербайджанской Республики и близлежащих местностей (Гянджа, Барда, Шарур (в форме «Шерюгюз») крепость Алынджа, Дербент, озеро Севан (в форме «Гэкче-дениз») и др.). Крепости Байбурт и Дизмерд близ Чёрного моря находятся в руках воевавших с огузами гяуров, которыми в эпосе назывались трапезунтские греки, грузины, абхазцы. Вместе с тем ряд эпизодов носит сказочный, мифический характер. Например, в сказании о Тепегёзе (с тюркского — глаз на лбу, аналогия с киклопом) говорится о человеке-чудовище, рождённом пери, который съедает в день «двух человек и пять тысяч баранов». В иных эпизодах прослеживаются фантастические мотивы азербайджанских народных сказок. Эпос, сложившийся окончательно на территории Азербайджана, где огузы проживали более компактно, сохранился в двух рукописях XVI века.

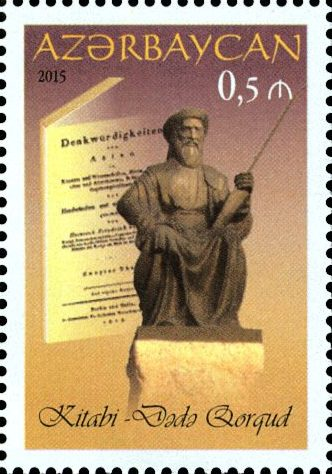
Почтовая марка Азербайджана 2015 года, посвящённая эпосу

Первое сказание повествует о том, как у Дерсе-хана после долгих молитв и богоугодных деянии рождается сын, необычайно сильный и одаренный. Коркуд дает ему имя Бугач (бык). Джигиты завидуют Бугачу и рассказывают отцу разные небылицы о его любимом сыне. Дерсе-хан, разгневавшись, смертельно ранит Бугача. Далее говорится о силе материнской любви: материнское молоко, смешанное с соком горного цветка, спасает юношу.
О разграблении дома Салор-Казана врагами и о доблестях Чёрного пастуха (Гараджа-чабана), отстаивавшего честь и добро хана, говорится во втором сказании. Иноземцы напали на владения Салор-Казана. Воспользовавшись отсутствием хана, захватчики разорили его дом, обратили в рабство его жену, сына Уруза и других детей, пленили триста джигитов. Не довольствуясь этим, они хотели захватить ещё из загона десять тысяч ханских овец. Шестьсот всадников нападают на Чёрного пастуха — их пастыря. Он один защищает стадо хозяина. В сказании говорится об этом героическом сражении. Чёрный пастух заложил камень в пращу и пустил его во врагов; бросая один камень, он сокрушал двоих или троих; бросая два камня, сокрушал троих или четверых. У гяуров от страха потемнело в глазах; Чёрный пастух каменьями из пращи повалил на землю триста гяуров… Глаза гяуров от страха потухли, мир земной перед ними покрылся мраком. В сказании восторженно описывается любовь Казан-хана к старой матери, ради которой он готов пожертвовать всеми благами мира. В благородстве и сыновней преданности не уступает отцу и сын Казан-хана Уруз.
Третье сказание посвящено приключениям Бамси-Бейрека, сына Бай-Буры, преодолевающего препятствия на пути к сватовству к дочери Бай-Биджан-бека Бану-Чичек. Четвёртое сказание повествует о том, как Уруз — сын Казана был взят в плен и как огузские беки после кровопролитных боев освободили его.

Басат убивает Тепегёза. Худ. Микаил Абдуллаев

Оригинально по своему содержанию пятое сказание о Домруле. Герой ищет человека, который путём самопожертвования спас бы ему жизнь. Никто — ни отец, ни мать — не желает умирать за сына, только жена его проявляет готовность пожертвовать собой. О приключениях джигита Кан-Турали в борьбе за прекрасную Сельджан-хатун — дочь трапезундского тагавора (князя)-рассказывается в шестом сказании. В седьмом мы знакомимся с подвигом джигита Иекенка, освободившего своего отца Казылык-Коджи из плена. Восьмое сказание посвящено приключениям Бисата, сына Аруз-Коджи, вскормленного львом. Тут рассказывается, как Бисат одолел Тепегёза, чудовищного одноглазого великана, и спас от гибели огузов.
В девятом сказании Имран сын Бекиля одерживает победу над врагами, которые хотели вероломно воспользоваться тем, что Бекиль, бесстрашный пограничник хана, сломал ногу на охоте. О джигите Секреке, спасшем брата из плена, повествует десятое сказание. Одиннадцатое гласит о том, как Салор-Казан был взят в плен и как сын Уруз освободил его. Наконец, в последнем, двенадцатом, сказании речь идет о межплеменных раздорах: внешние огузы во главе с Аруз-беком поднялись против внутренних огузов, убили храброго Бейрека. Казан-хан подавил этот мятеж и положил конец раздорам между огузами.
Во всех сказаниях, кроме пятого и шестого, почти все действующие лица повторяются. Пятое и восьмое оказания находят параллели в древнегреческой литературе (девятая книга «Одиссеи» Гомера — одноглазый циклоп-людоед Полифем; «Алкеста» Еврипида). «Китаби деде Коркуд» изображает прежде всего быт кочевых огузов, живших на территории нынешней Азербайджанской Республики в X—XI вв. Но вместе с тем здесь нашли отражение мотивы более ранних народных преданий, сохранившие элементы доисламского эпоса с характерной романтизацией женщины, материнского авторитета, семейных и родовых связей и т. п.
Идейно-тематическое содержание эпоса тесно связано с периодом разложения патриархально-племенного кочевого строя и усилением феодальных отношений. Социальные и нравственные особенности двух эпох причудливо смешались и образовали своеобразный тип эпического богатыря. В нём соединяются патриархальные и феодальные добродетели. Центральное место в эпосе занимает идея патриотизма, которая проявляется в героическом сопротивлении внутренним и внешним врагам, в богатырских подвигах. Патриотическое чувство органически связано с героизмом и самоотверженностью, которые воспеваются почти во всех сказаниях. Особую храбрость проявляют богатыри Уруз сын Казана, Имран сын Бекиля, Иекенк и Секрек. Их сила и неустрашимость сочетаются с благородством, с уважением к старшим, особенно к матери, к женщине. Никогда герои эпоса не нападают на другие племена, они всегда защищаются, а если отправляются в поход, то лишь для того, чтобы отомстить за обиды, нанесённые врагом.
Не только мужчины, но и женщины строго дорожат честью племени. Вот враги разграбили дом Казан-хана, пленили его большую семью со всеми слугами и домочадцами, в числе которых сорок стройных дев. Вражеский царь Шюкли, чтобы нанести Казан-хану нестерпимую обиду, приказывает привести жену его Бурла-хатун на пир. Когда посыльный царя приходит к девушкам и спрашивает, кто из них жена Казана, все сорок хором отвечают: «Я». Тогда, чтобы обнаружить Бурла-хатун, царь Шюкли велит привести сына Казан-хана Уруза, подвесить на крюк, изжарить его и мясо подать пленницам; кто не станет есть, та и будет жена Казана. Мать Уруза в отчаянии. Она опрашивает сына, что делать. Вкусить плоть родного сына или идти на поругание к врагу? Уруз и слышать не хочет о позоре матери: «Пускай жарят мое мясо; пока девушки будут есть один кусок — ты съешь два, лишь бы гяуры тебя не узнали. Берегись!» — восклицает он.
Гараджа-чабан (Черный пастух) из второго сказания, повествующего о разграблении дома Салор-Казана, как отважный и честный джигит самоотверженно борется с коварными врагами Казана, защищает его стадо, казну, помогает ему победить неприятеля. Перед нами сложный образ, в котором общечеловеческие, гуманистические начала предстают в обличии феодальной морали. Пастух со всеми реалиями его быта-собакой, дубиной, бараньей шапкой — описан «как живой». Он защищает честь и дом своего господина, которого превосходит и силой, и доблестью, и благородством, и великодушием.

Памятник «Китаби-Деде Горгуд» в Баку

В «Китаби деде Коркуд» отражены картины хозяйственной и военной жизни, нравы и обычаи, думы и чаяния народа в эпоху патриархально-феодальных отношений. Но это произведение не историческое, а в полном смысле этого слова поэтическое, тесно связанное по своей художественной структуре с богатейшим народным творчеством. «Китаби деде Коркуд», как и большинство былинно-сказочных эпических памятников азербайджанского народа, написана ритмизованной прозой, в которую вкраплены стихотворные фрагменты, большей частью лирического характера. Язык эпоса богат по лексическому составу, очевидно, сказители чувствовали все его тонкости. Высоко и поэтическое мастерство певцов (озанов). Стихотворные диалоги образны; сравнения, звукопись усиливают их художественное воздействие. Вот, например, с какими словами обращается Дерсе-хан к своей жене:

Приди сюда, счастье моей головы, опора моего жилища; 

Ростом подобная прекрасно выросшему кипарису; 

Ты, чьи черные волосы обвиваются вокруг лодыжек, 

Чьи сросшиеся брови подобны натянутому луку, 

Чьи уста тесны для пары миндалин, 

Чьи алые щеки подобны осенним яблокам…

В одной песне румяные девичьи щеки уподобляются «каплям крови, павшим на снег». Не чужд эпосу и сочный народный юмор. Безумный Карчар убивает всех, кто сватает его сестру, девицу Бану-Чичек. От Бейрека он требует в качестве калыма по тысяче жеребцов, верблюдов и баранов, не видавших самки, тысячу бесхвостых и беззубых псов да тысячу черных блох. Деде Коркуд помогает Бейреку найти самое трудное-тысячу блох. При сдаче калыма деде Коркуд говорит Карчару: «Блоха-страшный зверь, я собрал их всех в одном месте; войди, жирных возьми, тощих оставь». Карчар входит, тысячи голодных блох жадно на него набрасываются, и он едва опасается бегством, бросившись в воду по совету деде Коркуда.
По-народному лукаво и мудро герои эпоса высмеивают жадность, тупоумие, варварство. Вот пример. Казан-хан в плену трапезундского тагавора; жена тагавора хочет посмотреть на него, узнать, что он за человек. Она не без насмешки спрашивает Казана, томящегося в колодце: «Казан-бек, как ты себя чувствуешь?.. Что ты теперь ешь, что пьешь, на чём ездишь?» Казан отвечает: «Когда вы даете пищу вашим покойникам, я беру её из их рук, на проворных покойников сажусь верхом, ленивых веду за повод». Жена тагавора умоляет Казана: «Ради твоей веры, Казан-бек! У меня умерла семилетняя дочь, сделай милость, не езди на ней». «Среди ваших покойников проворнее её нет, я всегда на ней езжу», — отвечает Казан-хан, и испуганная жена тагавора просит мужа выпустить из колодца пленника, дабы он не сломал хребет их умершей дочери.
Разумеется, юмор этот, по современным понятиям, жесток, но самая его натуральность составляет одну из типичных стилевых особенностей эпоса. «Китаби деде Коркуд» описывает суровые времена, которые отличались первозданной цельностью и в дурных своих свойствах, и я привлекательных. Люди беспрерывно воевали, не дорожили жизнью, веселились и любили, гневались и жертвовали собой с легкостью, которая теперь кажется сказочной, мифической. Между тем для них она была в известной мере нормой.
Оригинал ранней рукописи «Китаби деде Коркуд», попавшей в Дрезден в 1815 г., привлёк внимание востоковеда Дица. Он переписал рукопись, сдал в Берлинскую библиотеку, а текст издал вместе с переводом одного из сказаний («О Тепегёзе») на немецкий язык. Два списка оригинала «Китаби деде Коркуд» были найдены в Дрездене и в Ватикане; оригинал эпоса несколько раз был издан в Турции. В России и за рубежом изучением эпоса занимались виднейшие востоковеды. Много нового внесли в изучение эпоса и азербайджанские учёные Гамид Араслы и Мамедгусейн Тахмасиб.

## В культуре и искусстве
Сказания эпоса «Китаби деде Коркуд» вдохновляли писателей и поэтов Азербайджана. На эти темы создавали пьесы, повести, киносценарии и поэмы. Среди них — пьеса «Дели Домрул» Алтая Мамедова, поэма «Сны — легенды» Наби Хазри, сценарий Анара «Деде Горгуд» и снятый в 1975 году азербайджанским режиссёром Тофиком Тагизаде на его основе двухсерийный фильм киностудии «Азербайджанфильм».
Издание эпоса 1988 года (Баку) оформлял народный художник СССР Микаил Абдуллаев.
В городе Нахичевань имеется площадь «Деде Коркуд», а перед зданием гостиницы «Тебриз» установлен памятник Деде Коркуду (скульптор — заслуженный деятель искусств Эльман Джафаров). Это первый памятник Деде Коркуду в Азербайджане. В 2004 году торжественное открытие памятника Деде Горгуду состоялось в Брюсселе. 13 декабря 2013 года в Наримановском районе Баку состоялось открытие памятника «Китаби-Деде Горгуд» и нового парка Деде Горгуда. Памятный комплекс Деде Коркуду воздвигнут в городе Губа (Азербайджан).